# Peppino Garibaldi
Giuseppe Garibaldi, detto Peppino (South Yarra, 29 luglio 1879 – Roma, 19 maggio 1950), è stato un generale e agente segreto italiano.
Nato con il nome di Giuseppe Garibaldi in onore del nonno Giuseppe Garibaldi, ma conosciuto come Peppino Garibaldi, fu il primogenito di Ricciotti Garibaldi.

## Biografia

### Primi anni
Studiò al collegio tecnico di Fermo, ma a 18 anni, nel 1897, fuggì per unirsi al padre e combattere per la libertà dei popoli della Grecia che si erano ribellati all'Impero ottomano, combattendo valorosamente a Domokos. L'anno dopo si diplomò e decise di partire per l'Argentina stabilendosi nella capitale e lavorando come tecnico nella Società Elettrica Buenos Aires y Belgrano. Successivamente si spostò a New York, a Montevideo e a Gualeguay.

### Maturità
Nel 1903 andò a combattere in Sudafrica al servizio dell'Impero britannico (sua madre, Constance Hopcraft, era inglese) contro i Boeri. In seguito partecipò alla rivoluzione in Venezuela contro il dittatore Cipriano Castro e guerreggiò in Guyana e in Messico. Dopo alcune esperienze lavorative in Romania e a Panama, tornò in Messico a combattere contro il dittatore Porfirio Díaz durante la Rivoluzione messicana.
Prese parte alla fase maderista della Rivoluzione, nella quale rivestì un ruolo importante, ricevendo il grado di colonnello (unico straniero a ricevere un grado così alto), al pari degli altri grandi capi rivoluzionari messicani che combattevano contro il Porfiriato, e comandò tra le sue truppe la "Legione Straniera", dove furono inquadrati quasi tutti i volontari stranieri accorsi in Messico per unirsi alla Rivoluzione.

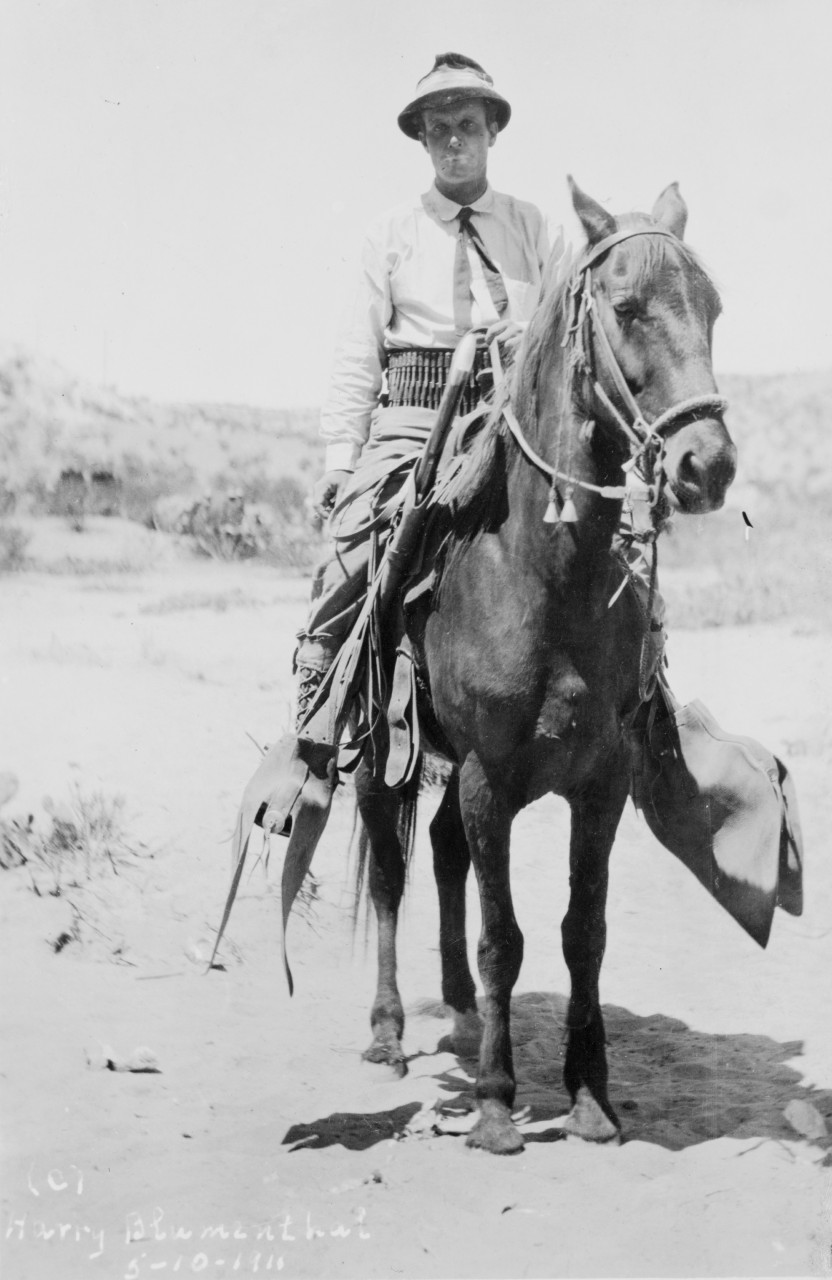
In Messico 1911

Nel 1912 andò a combattere in Grecia col padre e i fratelli nella prima guerra balcanica contro l'impero ottomano.
Dal 1913 al 1915 abitò negli Stati Uniti.

### Prima guerra mondiale
Rientrò in Europa per combattere nella prima guerra mondiale.
Peppino Garibaldi si recò a Parigi, dove creò una Legione Garibaldina, che doveva battersi in favore della Francia, alla quale aderì con entusiasmo la gioventù repubblicana, e ne fecero parte anche veterani delle precedenti campagne di Grecia e Sudafrica, mazziniani e sindacalisti.
Assunse il comando della Legione Garibaldina, operante nell'Argonne, inquadrata come IV reggimento della Legione straniera francese, col grado di tenente colonnello dell'esercito francese.

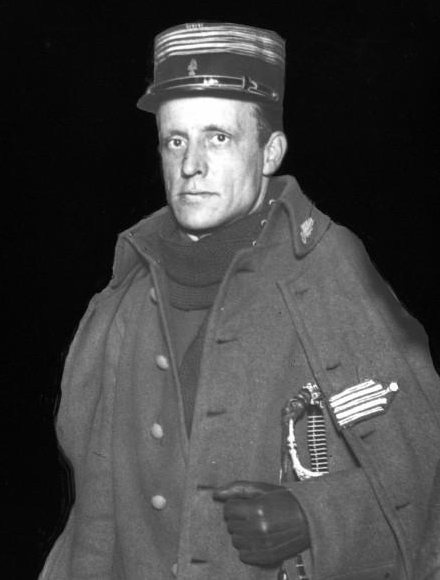
In divisa della Legione straniera francese

La Legione Garibaldina indossava la camicia rossa. Il 26 dicembre 1914 combatté nei pressi di Bolante una sanguinosa battaglia da cui i volontari della Legione uscirono vittoriosi, ma nella quale perse la vita il fratello di Peppino, Bruno. La seconda battaglia della Legione Garibaldina nell'Argonne avvenne il 5 gennaio 1915 a Four de Paris, dove la Legione subì gravi perdite tra cui un altro fratello di Peppino, Costante.
A metà marzo 1915 la Legione Garibaldina venne sciolta e i suoi componenti spediti sul fronte in Italia. Nel giugno dello stesso anno Peppino entrò, spinto da Guglielmo Miliocchi e Giuseppe Evangelisti di Perugia ed assieme ai fratelli, nella loggia massonica a Perugia.
Quando l'Italia entrò in guerra andò a combattere sul fronte italiano con la brigata Cacciatori delle Alpi, con la quale fu poi inviato in Francia, nel 1918 con il II Corpo d'armata e il grado di colonnello brigadiere, al comando della Brigata fanteria "Alpi" segnalandosi per coraggio e capacità di comando. Finita la guerra, fu nominato generale di brigata nel Regio Esercito.

### Il dopoguerra
Rinunciò alla carriera militare per intraprendere attività commerciali tra gli Stati Uniti e Londra senza però avere successo.
Dopo il 28 ottobre 1922, decise di entrare in politica, opponendosi a Benito Mussolini e al Partito Nazionale Fascista.
Le sue idee non erano chiare e guidò delle confuse azioni antimussoliniane, con l'appoggio di Domizio Torrigiani, Gran Maestro della massoneria italiana, e del fratello Ricciotti.
La manifestazione del 4 novembre 1924 a Roma con i gruppi di Italia libera, con il fratello Sante, Luigino Battisti (figlio di Cesare Battisti) e l'ex bersagliere Randolfo Pacciardi fallì.
Trasferitosi in Francia nel 1925, insieme ai fratelli Ricciotti e Sante, iniziò a organizzare la legione garibaldina. In seguito Ricciotti jr entrò in contatto con il vice questore Francesco La Polla, il quale reclutò anche Sante e Peppino come agenti del governo italiano. Fu organizzato un piano che prevedeva un falso attentato contro Mussolini e l'organizzazione di un'azione militare contro la Spagna assecondando l'ignaro Macià. L'obiettivo era di costringere il governo francese a prendere posizione contro i fuoriusciti italiani gettando su questi ultimi discredito e provocare attriti tra la Spagna e la Francia. La polizia francese svolse le sue indagini evitando le pressioni che pur arrivavano da parte di alcuni politici e individuò Ricciotti come agente provocatore così il 4 novembre 1926 arrestò Macià e il 5 anche Ricciotti jr a Nizza.
Peppino allora partì per New York dove rimase fino al 1940. Gli anni negli Stati Uniti furono oscuri e dovette condurre una vita modesta. In questo periodo si sposò con l'americana Maddalyn Nichols, e questo fu un matrimonio lungo e felice.
Con l'aiuto della sorella Giuseppina e del fratello Sante tornò in Italia nel 1940 per rivedere l'anziana madre Constance (che morì un anno dopo, il 9 novembre 1941).
Il fratello Ezio, deputato del PNF, avrebbe voluto che si fosse unito a lui nel sostenere i Gruppi d'Azione Nizzarda che chiedevano il ritorno di Nizza all'Italia, ma Peppino si rifiutò.
Dopo l'armistizio dell'8 settembre venne arrestato dai tedeschi e rinchiuso a Regina Coeli.
Finita la guerra, condusse una vita riservata, con l'amata Maddalyn, e morì a Roma il 19 maggio 1950 all'età di 70 anni.

## Monumenti
- La trentaseiesima galleria della strada delle 52 gallerie del Monte Pasubio, scavate in occasione dei combattimenti della prima guerra mondiale, porta il suo nome[6].
- Nel centro storico di Città del Messico è intitolata a lui, dal 1921, l'importante Piazza Garibaldi.

## Opere
- A toast of rebellion, Bobbs-Merrill Company, Indianapolis, 1935